# Бетлах
Бетлах (фр. Bettlach) насеље је и општина у источној Француској у региону Алзас, у департману Горња Рајна која припада префектури Алткирх.
По подацима из 2011. године у општини је живело 325 становника, а густина насељености је износила 79,46 становника/km². Општина се простире на површини од 4,09 km². Налази се на средњој надморској висини од 450 метара (максималној 530 m, а минималној 399 m).

## Демографија
| 1962. | 1968. | 1975. | 1982. | 1990. | 1999. | 2011. |
| ----- | ----- | ----- | ----- | ----- | ----- | ----- |
| 178   | 194   | 223   | 233   | 247   | 288   | 325   |

График промене броја становника у току последњих година